# Juego del pañuelo
El juego del pañuelo o marro pañuelo  es un juego de persecución para niños, en el que los equipos intentan atrapar un pañuelo (bandera u otro elemento) sin ser pillados. Es un juego que se presta bien para ser dirigido por un profesor, un adulto u otra persona que vigile dar las mismas oportunidades a ambos equipos y jugadores.

## Reglas
Los jugadores están divididos en dos equipos. Cada jugador tiene asignada una señal de llamada, a menudo un número, la cual está compartida con un miembro del equipo contrario. Los equipos se alinean en bordes opuestos del área. En el centro, se sitúa el árbitro con el pañuelo. Al realizar una llamada, los dos jugadores que la tienen asignada corren al centro a agarrar el pañuelo y regresar a su zona sin ser pillados por el miembro del otro equipo (que no ha cogido el pañuelo). Si lo consigue su equipo se anota un punto. Si es pillado, el otro equipo se lo anota. No se puede pillar a un jugador que todavía no ha tocado el pañuelo. 
El árbitro puede dar varias señales de llamada, resultando en varios jugadores de cada equipo intentando atrapar el pañuelo. También puede decir "pañuelo" y todos los jugadores de ambos equipos irán a por el pañuelo.
Hay variantes educativas de este juego, en qué la señal de llamada no es directa, sino la respuesta a una historia, matemática, u otra cuestión educativa. El juego así premia capacidad de jugadores para solucionar la cuestión y deducir qué respuesta corresponde a su llamada-señal.
Una versión jugada en campamentos de verano, consisten en que el jugador que lleva el pañuelo, además de ser pillado tiene que ser físicamente mantenido de cruzar la línea de su equipo. Otras variantes para adolescentes y adultos incluyen versiones donde elementos como neumáticos, peces, frutas u objetos engradados sustituyen el pañuelo.